# ボトルキャップチャレンジ
ボトルキャップチャレンジ（英：bottle cap challenge）は、2019年頃からインターネット上で流行りを見せている、緩めたペットボトルのキャップを回し蹴りで開封するというチャレンジである。

## 起源
もともとは2019年1月に小規模で流行した鉛筆の芯をキックで折るチャレンジが起源であり、同年6月25日にカザフスタンのテコンドー選手ファラビ・ダブレッチンがペットボトルのキャップをキックで開けるという動画をInstagramに投稿したところ、後に俳優のジェイソン・ステイサムや歌手のジャスティン・ビーバーが行うなど、世界的に広まった。